# GFW NEX*GEN Championship
El GFW NEX*GEN Championship (Campeonato Nex Gen de GFW, en español) fue un campeonato de lucha libre profesional creado y utilizado por la compañía estadounidense Impact Wrestling. El campeonato se creó el 23 de octubre de 2015, a partir de la creación de la compañía Global Force Wrestling por parte del fundador de la también compañía americana Impact Wrestling (antes conocida como Total Nonstop Action Wrestling) Jeff Jarrett. El último campeón fue Cody Rhodes.

## Historia
Debido a la creación de la Global Force Wrestling, se decidió establecer campeonatos para dicha compañía. El 20 de abril de 2017, la GFW cerró sus operaciones pero el campeonato pasó a manos de Impact Wrestling ya que, ambas compañías eran de Jeff Jarrett.
Después de que Cody Rhodes ganara el título, no tuvo ninguna defensa titular a su llegada a Impact Wrestling. Tras la finalización de su contrato, Cody dejó Impact Wrestling llevándose consigo el título. Tras no defender de manera titular, el campeonato fue desactivado automáticamente sin aviso formal.

## Lista de campeones
| Luchador         | N.º | Fecha                   | Días | Show o evento                       | Notas                                                                                                |
| ---------------- | --- | ----------------------- | ---- | ----------------------------------- | --- |
| PJ Black         | 1   | 23 de octubre de 2015   | 35   | House Show                          | Derrotó a TJP, Jigsaw y Virgil Flynn para definir al campeón inaugural.                              |
| Sonjay Dutt      | 1   | 27 de noviembre de 2015 | 364  | House Show                          | |
| Cody/Cody Rhodes | 1   | 25 de noviembre de 2016 | 191  | WrestleCade’s Showcase of Champions | Durante su reinado, cambió su nombre a Cody Rhodes.                                                  |
| Retirado         | -   | 4 de junio de 2017      | -    | -                                   | Retirado sin aviso formal. Además, no hubo defensa titular por mucho tiempo por parte de Cody Rhodes |

## Total de días con el título
| N.º | Campeón          | Reinados | Total de días |
| --- | ---------------- | -------- | ------------- |
| 1   | Sonjay Dutt      | 1        | 364           |
| 2   | Cody/Cody Rhodes | 1        | 191           |
| 3   | PJ Black         | 1        | 35            |